# ファウンデーションへの序曲
『ファウンデーションへの序曲』（Prelude to Foundation）は、アイザック・アシモフのSF小説。ファウンデーションシリーズの第6作で1988年に刊行された。

## 概要
前5作から時代を遡り、若き日のハリ・セルダンが心理歴史学を編み出す課程が描かれている。また『ロボットと帝国』に続いてロボット長編3部作とファウンデーションシリーズを繋ぐ橋渡し的な作品であり、その要となる重要なキャラクターが登場する。

## あらすじ
辺境惑星ヘリコン出身の数学者ハリ・セルダンは、銀河帝国の首都惑星トランターで行われた数学学会の10年大会で、人類の未来を数学的手法で予測する「心理歴史学」の基礎理論を発表する。宰相デマーゼルから話を聞いた皇帝クレオン一世は興味を抱き、セルダンを召還する。しかしセルダンは、心理歴史学はあくまで思考実験の域を出ず、実用化は今の銀河系社会があまりに大規模で複雑すぎるために事実上不可能であることをクレオンに示す。
謁見の翌日、帰国を前にトランターを観光していたセルダンは、見ず知らずの2人組に襲われる。自身の武術とジャーナリストを名乗る人物ヒューミンの助けで難を逃れたセルダンだったが、自分が既に皇帝のみならず、他の皇位を狙う勢力の捕獲の対象となっていることを知る。更にヒューミンは、銀河帝国が既に崩壊を始めており、崩壊後の暗黒時代から人類を救うために心理歴史学の実用化が必要だとセルダンに告げる。
実は、ヒューミンの正体は宰相デマーゼルであり、また人間そっくりに作られたロボットでもあった。人間（ヒューマン）ではないロボットなので、人間へのあこがれを込めてヒューミンと名乗っていたのである。
ストリーリング大学、マイコゲン、ダール地区と広大なトランター市内で逃亡を続けるセルダン。そして最後に捕らえられたワイ地区で、彼は遂に心理歴史学の実用化の手段へと到達する。

## 書誌情報
- 『ファウンデーションへの序曲』、岡部宏之訳、早川書房海外SFノヴェルズ、1990年12月
- 『ファウンデーションへの序曲（上）』、岡部宏之訳、ハヤカワ文庫SF1212、1997年11月、ISBN 4-15-011212-6
- 『ファウンデーションへの序曲（下）』、岡部宏之訳、ハヤカワ文庫SF1213、1997年11月、ISBN 4-15-011213-4